# Myzostoma maculatum
Myzostoma maculatum is een ringworm uit de familie Myzostomatidae.
Myzostoma maculatum werd in 1937 voor het eerst wetenschappelijk beschreven door Jägersten.